# Persisk konst
Med persisk konst avses här konsten som skapades i det persiska riket mellan omkring 550 f.Kr. och 331 f.Kr. Se också Irans konst.
När det assyriska riket bröt samman erövrades snabbt stora delar av Mellanöstern av det persiska kavalleriet. De persiska städerna och palatsen i Pasargad, Susa och Persepolis dekorerades av skickliga hantverkare från hela det väldiga riket: Det var babyloniska, assyriska, grekiska och egyptiska hantverkare som hjälpte till att skapa den persiska hovkonsten. Stilmässigt kom influenserna sålunda från flera olika håll, framför allt från hurritiskt, assyriskt och babylonskt håll. Man känner lätt igen de assyriska väggrelieferna i de oändliga persiska processionsbilderna och kakelplattorna, den grekiska skulpturens detaljering av textilier. Särpräglat för den persiska konsten är djurornamentiken och det intryck av lätthet som arkitekturen måste gett, kanske inspirerat av den persiska nomadarkitekturen. 
Den persiska konsten innehöll inga kultbilder eller tempel och både i abstraktion och dekoration.
Till framstående svenska kännare av persisk konst hör Lars-Ivar Ringbom, Carl Nylander och Karin Ådahl.